# Barrio del Pilar (metrostation)
Barrio del Pilar is een metrostation in het stadsdeel Fuencarral-El Pardo van de Spaanse hoofdstad Madrid. Het station werd geopend op 3 juni 1983 en wordt bediend door lijn 9 van de metro van Madrid.
- Library of Congress Control Number: n96097640
- Nationale Bibliotheek van Israël: 987007533329605171
- Virtual International Authority File: 153773980